# Boxe aux Jeux du Commonwealth de 2014
Navigation
Édition précédente Édition suivante
Les compétitions de boxe anglaise des Jeux du Commonwealth 2014 se sont déroulés du 25 juillet au 2 août 2014 à Glasgow en Écosse. Pour la première fois, des épreuves féminines de boxe ont lieu aux Jeux du Commonwealth.

## Résultats

### Hommes
| Catégories                  | Or                          | Argent            | Bronze                                  |
| Poids mi-mouches (-49 kg)   | Paddy Barnes                | Devendro Laishram | Ashley Williams Fazil Kaggwa            |
| Poids mouches (-52 kg)      | Andrew Moloney              | Muhammad Waseem   | Abdul Omar Reece McFadden               |
| Poids coqs (-56 kg)         | Michael Conlan              | Qais Ashfaq       | Sean McGoldrick Benson Gicharu Njangiru |
| Poids légers (-60 kg)       | Charlie Flynn               | Joe Fitzpatrick   | Joseph Cordina Michael Alexander        |
| Poids super-légers (-64 kg) | Josh Taylor (boxe anglaise) | Junias Jonas      | Samuel Maxwell Sean Duffy               |
| Poids welters (-69 kg)      | Scott Fitzgerald            | Mandeep Jangra    | Tulani Mbenge Steven Donnelly           |
| Poids moyens (-75 kg)       | Antony Fowler               | Vijender Singh    | Connor Coyle Benny Muziyo               |
| Poids mi-lourds (-81 kg)    | David Nyika                 | Kennedy St Pierre | Nathan Thorley Sean Mcglinchy           |
| Poids lourds (-91 kg)       | Samir El Mais               | David Light       | Efetobor Apochi Stephen Lavelle         |
| Poids super-lourds (+91 kg) | Joseph Joyce                | Joseph Goodall    | Mike Sekabembe Efe Ajagba               |

### Femmes
| Catégories             | Or                | Argent         | Bronze                               |
| Poids mouches (-51 kg) | Nicola Adams      | Michaela Walsh | Pinki Rani Mandy Bujold              |
| Poids légers (-60 kg)  | Shelley Watts     | Laishram Devi  | Alanna Audley-Murphy Maria Machongua |
| Poids moyens (-75 kg)  | Savannah Marshall | Ariane Fortin  | Lauren Price Edith Ogoke             |

### Tableau des médailles
- Pays hôte (Écosse)

| Rang  | Nation            | Or | Argent | Bronze | Total |
| ----- | ----------------- | -- | ------ | ------ | ----- |
| 1     | Angleterre        | 5  | 1      | 1      | 7     |
| 2     | Irlande du Nord   | 2  | 2      | 5      | 9     |
| 3     | Australie         | 2  | 1      | 0      | 3     |
| 4     | Écosse            | 2  | 0      | 2      | 4     |
| 5     | Canada            | 1  | 1      | 1      | 3     |
| 6     | Nouvelle-Zélande  | 1  | 1      | 0      | 2     |
| 7     | Inde              | 0  | 4      | 1      | 5     |
| 8     | Maurice           | 0  | 1      | 0      | 1     |
| 8     | Namibie           | 0  | 1      | 0      | 1     |
| 8     | Pakistan          | 0  | 1      | 0      | 1     |
| 11    | Pays de Galles    | 0  | 0      | 5      | 5     |
| 12    | Nigeria           | 0  | 0      | 3      | 3     |
| 13    | Ouganda           | 0  | 0      | 2      | 2     |
| 14    | Ghana             | 0  | 0      | 1      | 1     |
| 14    | Kenya             | 0  | 0      | 1      | 1     |
| 14    | Mozambique        | 0  | 0      | 1      | 1     |
| 14    | Afrique du Sud    | 0  | 0      | 1      | 1     |
| 14    | Trinité-et-Tobago | 0  | 0      | 1      | 1     |
| 14    | Zambie            | 0  | 0      | 1      | 1     |
| Total | Total             | 13 | 13     | 26     | 52    |